# West Kensington (métro de Londres)
Pour les articles homonymes, voir West Kensington.
West Kensington est une station du métro de Londres, desservie par la District line, et située en zone 2.

## Historique de la station
Cette station était ouverte en 1874 avec le nom de Fulham North End. En 1877, le nom était changé en West Kensington. Malgré son nom, la station est située dans le district de Hammersmith et Fulham.